# Nom scientifique
Cet article possède un paronyme, voir Non scientifique.
Cet article court présente un sujet plus développé dans : Nom binominal et Rang taxonomique.
En sciences naturelles, et plus précisément en taxinomie, le nom scientifique est le nom donné officiellement, et internationalement, à une espèce ou à un autre rang de taxon. Ces noms sont réputés être en latin scientifique, c'est-à-dire qu'ils se déclinent comme des noms latins, mais que, sauf exception, ils n'existaient pas du temps de la Rome antique.
Le nom scientifique officiel est unique, mais il peut avoir des synonymes pour des raisons historiques, par exemple parce qu'un même taxon a été nommé plusieurs fois et indépendamment, ou divisé en plusieurs, ou au contraire regroupé avec d'autres, voire changé de rang.
En Europe, la plupart des taxons n'ont pas d'autre nom que le nom scientifique. Par contre, en Asie notamment, les noms scientifiques sont doublés automatiquement d'une nomenclature nationale (coréenne, japonaise, chinoise, etc.). Ceux qui sont connus en dehors de la communauté scientifique, parce qu'ils sont répandus ou qu'ils présentent un intérêt particulier (alimentaire, économique, ornemental, etc.), ont en général aussi un ou plusieurs noms vernaculaires, c'est-à-dire un ou des noms communs, en langue nationale (langue française, etc.) connus de tous ou de communautés plus restreintes (chasseurs, pêcheurs, éleveurs, agriculteurs, forestiers). Il existe aussi des noms vernaculaires auxquels ne correspond aucun nom scientifique unique, parce qu'ils sont ambigus et recouvrent des taxons relativement éloignés phylogénétiquement (et caractérisés par des noms scientifiques différents).

## Genre et taxons de rang inférieur
Chaque espèce est dotée d'un nom binominal, constitué du nom scientifique de son genre et d'une épithète spécifique, par exemple Canis lupus pour le Loup gris. Le nom binominal est écrit en italique, le nom du genre est écrit avec une majuscule et l'épithète avec une minuscule.
Les taxons de rang inférieur à l'espèce reçoivent des noms trinominaux, traditionnellement écrits en italique comme les noms d'espèces.
- En zoologie, le seul rang inférieur est la sous-espèce et le nom s'écrit simplement en trois parties. Ainsi, l'une des sous-espèces du Pipit à dos olive (Anthus hodgsoni) est Anthus hodgsoni berezowskii.
- En botanique, il existe plusieurs rangs inférieurs à l'espèce : bien que le nom lui-même soit écrit en trois parties, on utilise un connecteur en caractères romains pour préciser le rang. Ainsi, le Sureau du Canada, considéré comme une sous-espèce du Sureau noir (Sambucus nigra), a pour nom scientifique Sambucus nigra subsp. canadensis (subsp. pour subspecies, « sous-espèce »). La variété tétraploïde du Cyclamen de Naples (Cyclamen hederifolium) a pour nom scientifique Cyclamen hederifolium var. confusum (var. pour varietas, « variété ») ; sa forme à fleurs blanches a pour nom Cyclamen hederifolium f. albiflorum (f. pour forma, « forme »).

Les taxons de rang intermédiaire entre le genre et l'espèce reçoivent un nom binominal, avec un connecteur indiquant le rang. Le Cèpe de Bordeaux (Boletus edulis), par exemple, appartient à la section Boletus sect. Edules (sect. pour sectio, « section »).
En zoologie, le sous-genre est inséré entre le nom générique et l'épithète spécifique, entre parenthèses : Mus (Mus) musculus.

## Taxons de rang supérieur au genre
Les taxons de rang supérieur au genre (famille, ordre, classe, etc.) reçoivent comme le genre lui-même des noms scientifiques uninominaux. En botanique ils sont écrits en italique, mais en zoologie ils sont écrits en caractères romains à la différence du genre. Ainsi, le Coquelicot (Papaver rhoeas) appartient à la famille des Papaveraceae, et le Moineau domestique (Passer domesticus) à la famille des Passeridae.

## Déclinaisons
Les noms scientifiques se terminent par des déclinaisons caractéristiques du rang, calquées des déclinaisons latines.
- Les noms de genre ont des déclinaisons variées (-us, -a, -um, -is, -os, -ina, -ium, -ides, -ella, -ula, -aster, -cola, -ensis, -oides, -opsis, etc.), caractéristiques d'un nom latin au singulier (masculin, féminin ou neutre).
- Les épithètes des taxons de rang inférieur au genre ont des déclinaisons caractéristiques d'un adjectif latin au singulier, accordé en genre grammatical avec celui du genre biologique.
- Les noms des taxons de rang supérieur au genre ont des déclinaisons caractéristiques d'un nom latin au pluriel (masculin, féminin ou neutre). Contrairement aux taxons de rang inférieur, ces déclinaisons sont généralement spécifiques de chaque rang, au moins au sein d'un grand groupe d'êtres vivants (animaux, plantes, algues, champignons, bactéries, virus). Ainsi le nom d'une famille se termine toujours par -idae chez les animaux, par -viridae chez les virus et par -aceae dans tous les autres groupes.

## Autorités
Les règles d'écriture des noms scientifiques sont définies par des organismes internationaux, différents selon les grands groupes d'êtres vivants.
- Algues, champignons et plantes : Code international de nomenclature pour les algues, les champignons et les plantes[a].
- Animaux : Code international de nomenclature zoologique.
- Bactéries et archées : Code international de nomenclature des prokaryotes[b].
- Plantes cultivées : Code international pour la nomenclature des plantes cultivées.
- Communautés végétales : Code international de nomenclature phytosociologique.
- Virus : Code international de classification et de nomenclature des virus.

## Vers une nouvelle éthique taxonomique
Les conventions de dénomination scientifique sont — historiquement — dominées par les chercheurs de l’hémisphère nord. L'éponymie (donner son nom à...) courante dans la taxonomie, reflète les biais d'une culture dite occidentale qui fut aussi longtemps colonisatrice, bien que les scientifiques des pays les plus riches en biodiversité aient aussi depuis des décennies découvert et nommé de nombreuses espèces. Le Code international de nomenclature des algues, des champignons et des plantes recommande  d'éviter de donner à des genres les noms de personnes qui n’ont aucun lien avec les sciences naturelles.
Au sein de la communauté scientifique, les taxinomistes et d'autres se sont émus du fait que persistent, dans la nomenclature biologique, des noms associés à des personnages ayant résolument agi contre les droits humains, tel, à titre d'exemple, George Hibbert (riche commerçant et politicien britannique du XVIIIe siècle ayant tiré profit de l’esclavage et s'étant opposé à sa fin), dont le nom sert encore à désigner le genre végétal Hibbertia (plusieurs centaines d'espèces, qui portent ainsi ce nom). Les débats sur les règles de nomenclature, notamment relayés par la revue Nature, incluent des arguments en faveur de l'abandon des systèmes basés sur des individus, jugés incompatibles avec la nature collaborative de la science contemporaine,, ainsi que des contre-arguments en faveur de la reconnaissance de personnes et de cultures historiquement sous-représentées.
De nombreux chercheurs souhaitent une évolution de la nomenclature pour y intégrer une dimension éthique. En juillet 2024, à Madrid, le Congrès botanique international (IBC) a voté pour l'élimination de plus de 200 noms scientifiques racistes ou offensants, et un comité a été créé pour examiner l’éthique des noms des espèces, mais uniquement pour les espèces nouvellement décrites, et à partir de 2026, afin de mieux tenir compte des valeurs modernes de diversité et d’inclusivité, tout en préservant la continuité des archives scientifiques.